# Мурацета (Венеција)
Мурацета је насеље у Италији у округу Венеција, региону Венето.
Према процени из 2011. у насељу је живело 45 становника. Насеље се налази на надморској висини од -2 м.